# William Deakin
Frederick William Dampier Deakin (Londres, 1913 - Le Castellet, 2005) fue un historiador y militar británico, veterano de la Segunda Guerra Mundial, donde actuó como enlace con los partisanos yugoslavos. Fue asistente literario de Winston Churchill, además de fundador y primer rector del St Antony's College de la Universidad de Oxford.

## Biografía
Deakin fue educado en el Westminster School de Londres y después en el Christ Church de la Universidad de Oxford, donde comenzó a desarrollar una reputación como una de las figuras literarias más brillantes de su generación.
Al comienzo de la Segunda Guerra Mundial se incorporó al Ejército Británico, donde fue adscrito, en 1941, al cuerpo de operaciones especiales, donde alcanzó el rango de capitán. El 28 de mayo de 1943 participó en la incorporación de la misión británica de apoyo a los partisanos yugoslavos, cuyo nombre en clave era Operation Typical. El grupo, compuesto por los capitanes del Ejército Británico William Deakin y William Stuart, los operadores de radio Walter Wroughton y Peterz Rosenberg y el sargento John Campbell, se lanzó en paracaídas sobre el área del monte Durmitor y llegó al cuartel general del líder Josip Broz Tito. Su misión era informar puntualmente sobre la situación militar en la zona y coordinar la comunicación entre Tito y la Dirección de Operaciones Especiales británica con sede en El Cairo. Su llegada se produjo en el momento en que los partisanos estaban siendo sometidos a la Operación Schwarz, un ataque conjunto de las potencias del Eje que aisló a los yugoslavos en un área montañosa en torno al río Sutjeska. El 9 de junio, justo debajo de la cima del monte Ozren, el alto mando partisano y la misión británica quedaron atrapados por un bombardeo alemán que causó la muerte al capitán Stuart e hirió a Tito y a Deakin.
La misión de Deakin en Yugoslavia fue disuelta a finales de septiembre de 1943, siendo incorporada a la misión de Fitzroy Maclean. La impresionante presentación de informes de Deakin sobre la situación sobre el terreno se considera que tuvo un impacto decisivo en la política británica, favoreciendo el apoyo a los movimientos de resistencia en Yugoslavia, aunque el valor de estos informes no fue revelado hasta la década de 1970. 
Ejerció de asistente literario de Winston Churchill entre 1945 y 1955, labor que ya había desempeñado entre 1936 y 1940. Fue descrito por el biógrafo de Churchill, Martin Gilbert, como «el centro de todos los esfuerzos literarios de Churchill».
Posteriormente, Deakin completó varios trabajos históricos, basándose tanto en sus experiencias durante la Segunda Guerra Mundial como en su relación con Churchill. Sus publicaciones incluyen numerosos artículos sobre Yugoslavia, así como The Brutal Friendship (La amistad brutal), publicado en 1962. Este libro fue un examen detallado de las relaciones germano-italianas durante la Segunda Guerra Mundial, y le reveló no sólo como un formidable historiador de la diplomacia, sino también, en su evaluación de la muerte del fascismo italiano, como un analista político notable. Fue editor más tarde, con su amigo Alan Bullock, de dos series de textos históricos: «The British Political Tradition» y «The Oxford History of Modern Europe».
En 1950 fue nombrado primer rector del St Antony's College de la Universidad de Oxford. Permaneció en este cargo hasta 1968, cuando fue sucedido por otro historiador, Raymond Carr, que había sido nombrado subdirector en 1966.
En 1963 Deakin regresó a Montenegro para llevar a cabo la investigación para su libro de memorias de guerra con el ejército de Tito. Su memoria fue publicada en 1971 como The Embattled Mountain (La montaña asediada), en referencia al monte Durmitor, en cuyos alrededores el alto mando del ejército de Tito había sido perseguido por las fuerzas alemanas e italianas durante la Batalla del Sutjeska.
Deakin falleció en su casa del sur de Francia el 22 de enero de 2005, a la edad de 91 años.

## Obras
- The Brutal Friendship (1962)
- The Embattled Mountain (1971)